# Rui Nereu
Rui Miguel Nereu de Branco Batista (4 de Fevereiro de 1986) é um futebolista português que joga como guarda-redes.
Actualmente joga no Arouca por quem assinou por 3 épocas.
Fez a sua estreia como sénior pelo Benfica na época 2005/2006, para colmatar as ausências de Moreira e Quim, que estavam lesionados. 
Jogou ainda na Liga dos Campeões.
Nereu jogou ainda pelo Benfica B, antes da sua extinção.
Tem como ídolo Michel Preud'Homme. 